# Ron Meadows
Ron Meadows (Liverpool, 7 de fevereiro de 1964), é um engenheiro britânico. Ele é atualmente o diretor esportivo da equipe de Fórmula 1 da Mercedes.

## Carreira
Depois de se formar na escola, Meadows começou um aprendizado como mecânico na TWR em 1980. Em 1987, ele se tornou o mecânico-chefe e mais tarde o chefe de equipe da Middlebridge Racing na Fórmula 3000 e mudou para a Ran Vortex em 1991. Após vários anos como gerente de equipe, em 1995, Meadows mudou-se para os Estados Unidos para trabalhar como gerente de equipe da Walker Racing na IndyCar Series.
Com sua vasta experiência gerencial, Meadows foi caçado pela nova equipe de Fórmula 1 da British American Racing (BAR) para se tornar o gerente da equipe, que iria fazer sua estreia no Campeonato Mundial de Fórmula 1 em 1999. Sua primeira tarefa foi montar a sede da equipe de corrida em Brackley, no Reino Unido. Meadows permaneceu com a equipe quando ela foi transformada na Honda Racing F1 e, em seguida, assumiu o papel de diretor esportivo em 2008. Em 2009, ele ajudou a Brawn GP a vencer os Campeonatos Mundiais de Pilotos e Construtores e permaneceu com a equipe quando ela foi transformada na equipe da Mercedes.